# Ferro-pargasite
La ferro-pargasite (simbolo IMA: Fprg) è un minerale piuttosto raro del supergruppo dell'anfibolo, all'interno del quale viene collocato nel "gruppo degli anfiboli con W(OH,F,Cl)-dominante" e da lì al sottogruppo degli anfiboli di calcio dove occupa un posto nel "gruppo contenente la radice pargasite nel nome"; essendo un anfibolo, appartiene agli inosilicati e pertanto alla famiglia minerale dei "silicati", e possiede composizione chimica NaCa2(Fe2+4Al)(Si6Al2)O22(OH)2.
La ferro-pargasite è definita con:
- sodio dominante in posizione A
- ferro bivalente e alluminio trivalente come cationi dominanti in posizione C
- idrossile (OH) come anione dominante in posizione W.

È l'analogo del ferro della pargasite, in cui invece è presente il magnesio e possiede una composizione simile alla ferro-tschermakite, che è priva del sodio (☐Ca2(Fe2+3Al2)(Si6Al2)O22(OH)2).

## Etimologia e storia
Il nome ferropargasite è stato attribuito in riferimento alla pargasite e al contenuto di ferro ed è stato cambiato in quello attuale con la revisione della nomenclatura del 2012

## Classificazione
La classica nona edizione della sistematica dei minerali di Strunz, aggiornata dall'Associazione Mineralogica Internazionale (IMA) fino al 2009, elenca la ferro-pargasite come ferropargasite nella classe "9. Silicati (germanati)" e da lì nella sottoclasse "9.D Inosilicati"; questa viene ulteriormente suddivisa in base alla struttura cristallina del minerale, il modo tale che la ferro-pargasite possa essere trovata nella sezione "9.DE Inosilicati con catene doppie di periodo 2, Si4O11; clinoanfiboli" con il numero di sistema 9.DE.10.
Tale classificazione resta pressoché invariata anche nell'edizione successiva, proseguita dal database "mindat.org", dove la ferro-pargasite mantiene lo stesso tipo di classificazione, con la differenza che viene smistata nel sistema nº 9.DE.15.
Nella Sistematica dei lapis (Lapis-Systematik) di Stefan Weiß la ferro-pargasite si trova nella classe dei "silicati" e nella sottoclasse degli "inosilicati"; qui si trova nella sezione riservata ai minerali con struttura "[Si4O11] a due bande 6-; gruppo degli anfiboli; Ca2-anfiboli" dove forma il sistema nº VIII/F.10.
Anche la classificazione dei minerali secondo Dana, usata principalmente nel mondo anglosassone, elenca la ferro-pargasite nella famiglia dei "silicati", qui è nella classe degli "inosilicati: catene doppie non ramificate, W=2" e nella sottoclasse degli "inosilicati: catene doppie non ramificate, configurazione anfibolo W=2" dove forma il "gruppo 2, Anfiboli di calcio" con il sistema nº 66.01.03a.

## Abito cristallino
La ferro-pargasite cristallizza nel sistema monoclino nel gruppo spaziale C2/m (gruppo n 12) con i parametri reticolari a = 9,95 Å, b = 18,14 Å, c = 5,35 Å e β = 105,05°, oltre ad avere 2 unità di formula per cella unitaria.

## Origine e giacitura
La ferro-pargasite è stata trovata in una facies anfibolitica in una banded iron bed sottoposta a metamorfismo; la paragenesi è con almandino, biotite, clinocloro ferroso, grunerite, magnetite e quarzo.
Il minerale è raro ed è stato trovato in esigue quantità in vari siti sparsi per il mondo.

## Forma in cui si presenta in natura
La ferro-pargasite si presenta come intercrescite omoassiali con grunerite. Il minerale è semi trasparente con lucentezza vitrea e colore va dal marrone-verdastro al verde scuro, ma può anche essere nero; il colore dello striscio sulla mattonella di prova va dal grigio-verde pallido al verde-brunastro.

## Minerali correlati
La ferro-cloro-pargasite è un rarissimo minerale non ancora approvato dall'Associazione Mineralogica Internazionale con composizione simile alla ferro-pargasite ((NaCa2)(Fe2+4Al)(Al2Si6O22)Cl2)) nella quale si trova in posizione W come anione dominante il cloro e non l'ossidrile OH. Anch'esso appartiene al "sottogruppo degli anfiboli di calcio" e al "gruppo contenente la radice pargasite nel nome".